# Chunajfis
Chunajfis (arab. خنيفس) – miejscowość w Syrii, w muhafazie Hama. W 2004 roku liczyła 2570 mieszkańców.